# Morti nel 1984/Gennaio
| Questa pagina contiene informazioni ricavate automaticamente dalle voci biografiche con l'ausilio del template Bio e di un bot. L'aggiornamento è periodico e automatico e ricostruisce completamente la pagina. Se manca una persona in questa lista, sei pregato di non aggiungerla, ma accertati piuttosto che la sua voce biografica contenga il template Bio e che i dati anagrafici siano correttamente compilati. Se il template Bio manca, inseriscilo tu stesso o, in alternativa, metti l'avviso {{tmp\|Bio}} che ne segnala la mancanza. Se i dati riportati sono sbagliati, correggi direttamente la voce biografica; le modifiche saranno visibili in questa lista entro pochi giorni. Per chiarimenti vedi il progetto biografie. La lista contiene solo le 100 persone che sono citate nell'enciclopedia e per le quali è stato implementato correttamente il template Bio. Pagina aggiornata al 3 mar 2024. |

- 1º gennaio - Alexis Korner, musicista inglese (n. 1928)
- 1º gennaio - Fang Ganmin, pittore cinese (n. 1906)
- 1º gennaio - Mario Sassano, politico italiano (n. 1923)
- 1º gennaio - Kaarlo Vähämäki, ginnasta finlandese (n. 1892)
- 2 gennaio - Sebastià Juan Arbó, scrittore e biografo spagnolo (n. 1902)
- 2 gennaio - Evgenij Leonidovič Krinov, astronomo e geologo russo (n. 1906)
- 2 gennaio - Roberto Porta, allenatore di calcio e calciatore uruguaiano (n. 1913)
- 2 gennaio - Kenneth Sitzberger, tuffatore statunitense (n. 1945)
- 3 gennaio - Fern Nash, cestista statunitense (n. 1928)
- 4 gennaio - Gösta Lindh, calciatore svedese (n. 1924)
- 4 gennaio - Dante H. Rizzetti, compositore di scacchi argentino (n. 1913)
- 5 gennaio - Antonio Da Sacco, calciatore italiano (n. 1900)
- 5 gennaio - Giuseppe Fava, scrittore, giornalista e drammaturgo italiano (n. 1925)
- 5 gennaio - Tomas Gumppenberg, presbitero austriaco (n. 1904)
- 5 gennaio - Dmitrij Ivanovič Vasil'ev, regista cinematografico sovietico (n. 1900)
- 6 gennaio - Hermann Engelhard, mezzofondista e velocista tedesco (n. 1903)
- 7 gennaio - Walter Forde, attore, sceneggiatore e regista britannico (n. 1898)
- 7 gennaio - Virgilio Guidi, pittore, poeta e saggista italiano (n. 1891)
- 7 gennaio - Alfred Kastler, fisico francese (n. 1902)
- 7 gennaio - Italo Ricci, calciatore italiano (n. 1898)
- 7 gennaio - Giacomo Sedati, politico e avvocato italiano (n. 1921)
- 8 gennaio - Baba Sali, rabbino e religioso marocchino (n. 1889)
- 8 gennaio - Tom Kelley, fotografo statunitense (n. 1919)
- 8 gennaio - Li Soo-nam, calciatore sudcoreano (n. 1927)
- 8 gennaio - Gennaro Pesce, archeologo italiano (n. 1902)
- 9 gennaio - Juan Culiolo, imprenditore e dirigente sportivo argentino (n. 1893)
- 9 gennaio - Frederick Gibberd, architetto e urbanista britannico (n. 1908)
- 9 gennaio - Dennis Pappas, pallanuotista sudafricano (n. 1915)
- 10 gennaio - Souvanna Phouma, politico e patriota laotiano (n. 1901)
- 10 gennaio - Vincenzo D'Angelo, pittore, poeta e scrittore italiano (n. 1906)
- 10 gennaio - Charles Fasel, hockeista su ghiaccio svizzero (n. 1898)
- 10 gennaio - Binnie Hale, attrice, cantante e ballerina inglese (n. 1899)
- 10 gennaio - Toivo Loukola, siepista e mezzofondista finlandese (n. 1902)
- 10 gennaio - Giovanni Merla, geologo, paleontologo e scrittore italiano (n. 1906)
- 10 gennaio - Bino Sanminiatelli, scrittore e disegnatore italiano (n. 1896)
- 10 gennaio - Thoralf Strømstad, sciatore nordico norvegese (n. 1897)
- 11 gennaio - Pietro Besate, sindacalista, politico e compositore italiano (n. 1919)
- 11 gennaio - Arthur Johansen, calciatore norvegese (n. 1904)
- 11 gennaio - Jack La Rue, attore statunitense (n. 1902)
- 11 gennaio - Edvīns Vijups, calciatore lettone (n. 1919)
- 12 gennaio - Umberto Tombari, ingegnere italiano (n. 1900)
- 13 gennaio - Fulvio Bernardini, dirigente sportivo, allenatore di calcio e calciatore italiano (n. 1905)
- 13 gennaio - Ray Moore, fumettista statunitense (n. 1905)
- 13 gennaio - Secondo Ricci, calciatore italiano (n. 1913)
- 13 gennaio - Tommy Younger, calciatore scozzese (n. 1930)
- 14 gennaio - Paul Ben-Haim, compositore israeliano (n. 1897)
- 14 gennaio - Duilio Cruciani, attore italiano (n. 1958)
- 14 gennaio - Ray Kroc, imprenditore statunitense (n. 1902)
- 14 gennaio - Sa'd Haddad, militare libanese (n. 1936)
- 15 gennaio - Angelo Bedini, calciatore italiano (n. 1905)
- 15 gennaio - Titus Burckhardt, filosofo svizzero (n. 1908)
- 15 gennaio - Fazıl Küçük, giornalista e politico cipriota (n. 1906)
- 16 gennaio - Kenneth Arnold, aviatore statunitense (n. 1915)
- 16 gennaio - Bobby Rolofson, attore statunitense (n. 1968)
- 17 gennaio - Henry Henriksen, calciatore norvegese (n. 1921)
- 17 gennaio - Earl Moran, illustratore statunitense (n. 1893)
- 17 gennaio - George Rigaud, attore argentino (n. 1905)
- 18 gennaio - Franco Anderlini, allenatore di pallavolo italiano (n. 1921)
- 18 gennaio - Pantelejmon Ponomarenko, politico e militare sovietico (n. 1902)
- 18 gennaio - Vasilīs Tsitsanīs, musicista e cantautore greco (n. 1915)
- 19 gennaio - Enrico Allimandi, pittore italiano (n. 1906)
- 19 gennaio - Gösta Bengtsson, velista svedese (n. 1897)
- 19 gennaio - Carl von Braitenberg, politico italiano (n. 1892)
- 19 gennaio - Giulia De Mutiis, cantante e paroliera italiana (n. 1938)
- 19 gennaio - Licurgo Sommariva, pittore italiano (n. 1900)
- 19 gennaio - Wolfgang Staudte, regista cinematografico, sceneggiatore e attore tedesco (n. 1906)
- 20 gennaio - Roger Blin, regista teatrale e attore teatrale francese (n. 1907)
- 20 gennaio - Artur Svensson, velocista svedese (n. 1901)
- 20 gennaio - Johnny Weissmuller, nuotatore, pallanuotista e attore statunitense (n. 1904)
- 21 gennaio - Stanis Ruinas, giornalista e scrittore italiano (n. 1899)
- 21 gennaio - Hywel Murrell, psicologo britannico (n. 1908)
- 21 gennaio - Jackie Wilson, cantante e ballerino statunitense (n. 1934)
- 22 gennaio - Michael Gonzi, arcivescovo cattolico maltese (n. 1885)
- 22 gennaio - Guillermo González del Río García, calciatore e allenatore di calcio spagnolo (n. 1912)
- 22 gennaio - Chaim Perelman, filosofo polacco (n. 1912)
- 22 gennaio - Donato Sanità, militare e partigiano italiano (n. 1917)
- 22 gennaio - Josef Walcher, sciatore alpino austriaco (n. 1954)
- 23 gennaio - Samuel Kohs, psicologo statunitense (n. 1890)
- 23 gennaio - Hans Christian Sørensen, ginnasta danese (n. 1900)
- 24 gennaio - Enrico Gianeri, giornalista e disegnatore italiano (n. 1900)
- 24 gennaio - Rosser Reeves, pubblicitario statunitense (n. 1919)
- 24 gennaio - Domenico Sereno Regis, pacifista italiano (n. 1921)
- 25 gennaio - Pier Luigi Bellini delle Stelle, partigiano, avvocato e antifascista italiano (n. 1920)
- 26 gennaio - Alberto Menarini, linguista italiano (n. 1904)
- 27 gennaio - Patrizio, cantante e attore italiano (n. 1960)
- 27 gennaio - Frank Valente, scienziato, fisico e matematico italiano (n. 1898)
- 28 gennaio - Hervey Cleckley, psichiatra statunitense (n. 1903)
- 28 gennaio - Al Dexter, cantante statunitense (n. 1905)
- 28 gennaio - Sohrab Modi, attore, regista e produttore cinematografico indiano (n. 1897)
- 29 gennaio - Ingvald Smith-Kielland, militare, diplomatico e dirigente sportivo norvegese (n. 1890)
- 29 gennaio - Frances Goodrich, sceneggiatrice statunitense (n. 1890)
- 29 gennaio - Orfeo Mazzitelli, aviatore e militare italiano (n. 1915)
- 30 gennaio - Idris Shah II di Perak, sovrano malese (n. 1924)
- 30 gennaio - Marcello Ceccarelli, fisico e astronomo italiano (n. 1927)
- 30 gennaio - Luke Kelly, cantante e suonatore di banjo irlandese (n. 1940)
- 30 gennaio - Dolores Palumbo, attrice italiana (n. 1912)
- 30 gennaio - Lloyd Sharrar, cestista statunitense (n. 1936)
- 30 gennaio - Andrea Zenesini, imprenditore e dirigente sportivo italiano (n. 1923)
- 31 gennaio - George Harmon Coxe, scrittore statunitense (n. 1901)
- 31 gennaio - Rita Pisano, politica italiana (n. 1926)